# Sucha Polana
Sucha Polana – polana na Przełęczy Suchej (ok. 710 m n.p.m.) w Paśmie Lubomira i Łysiny, zaliczanym do Beskidu Wyspowego bądź Makowskiego. Obejmuje siodło pomiędzy Łysiną a Kamiennikiem Południowym oraz zbocza opadające na wschodnią stronę do doliny potoku Lipnik. Jest węzłem szlaków turystycznych.
Na polanie jest miejsce biwakowe z możliwością zapalenia ogniska, wiata turystyczna oraz kącik dydaktyczny z tablicami informacyjnymi. Wiosną zakwitają tam krokusy.
Sucha Polana nazywana była też Równicą. Stała na niej bacówka, z której korzystali wypasający owce gospodarzy z pobliskich miejscowości bacowie z rejonu Koniny w Gorcach. W czasie II wojny światowej odbywały się tam przeglądy licznych w tym rejonie oddziałów partyzanckich. 3 września 1944 odprawiono uroczystą mszę polową, podczas której poświęcono proporczyk myślenickiego obwodu Armii Krajowej. W 2002 roku odsłonięto głaz z tablicą pamiątkową i krzyżem. Zamontowana na nim kapliczka pochodzi z pobliskiego szczytu Lubomir. Po II wojnie światowej na polanie był budynek leśniczówki, w którym nocowali turyści, oraz pole biwakowe. Planowano schronisko turystyczne, które jednak ostatecznie wybudowano na Kudłaczach.
Polana należy do wsi Lipnik w województwie małopolskim, w powiecie myślenickim, w gminie Wiśniowa

## Piesze szlaki turystyczne
Dobczyce – Zasańska Przełęcz – Kamiennik Południowy – Przełęcz Sucha – Łysina – Weska – Lubień
- z Zasańskiej Przełęczy 1:45 h (↓ 1:35 h), z Dobczyc 4:45 h (↓ 4:20 h)
- z Łysiny 0:20 h (↑ 0:35 h), z Lubnia 3:35 h (↓ 3 h)

 Myślenice-Zarabie – Chełm – Działek – Poręba – Kamiennik Północny – Kamiennik Południowy – Przełęcz Sucha – Schronisko PTTK na Kudłaczach
- z Poręby 1:40 h (↓ 1:20 h), z Myślenic 4:40 h (↓ 4:05 h)
- z Kudłaczy 0:40 h (z powr. 0:45 h).

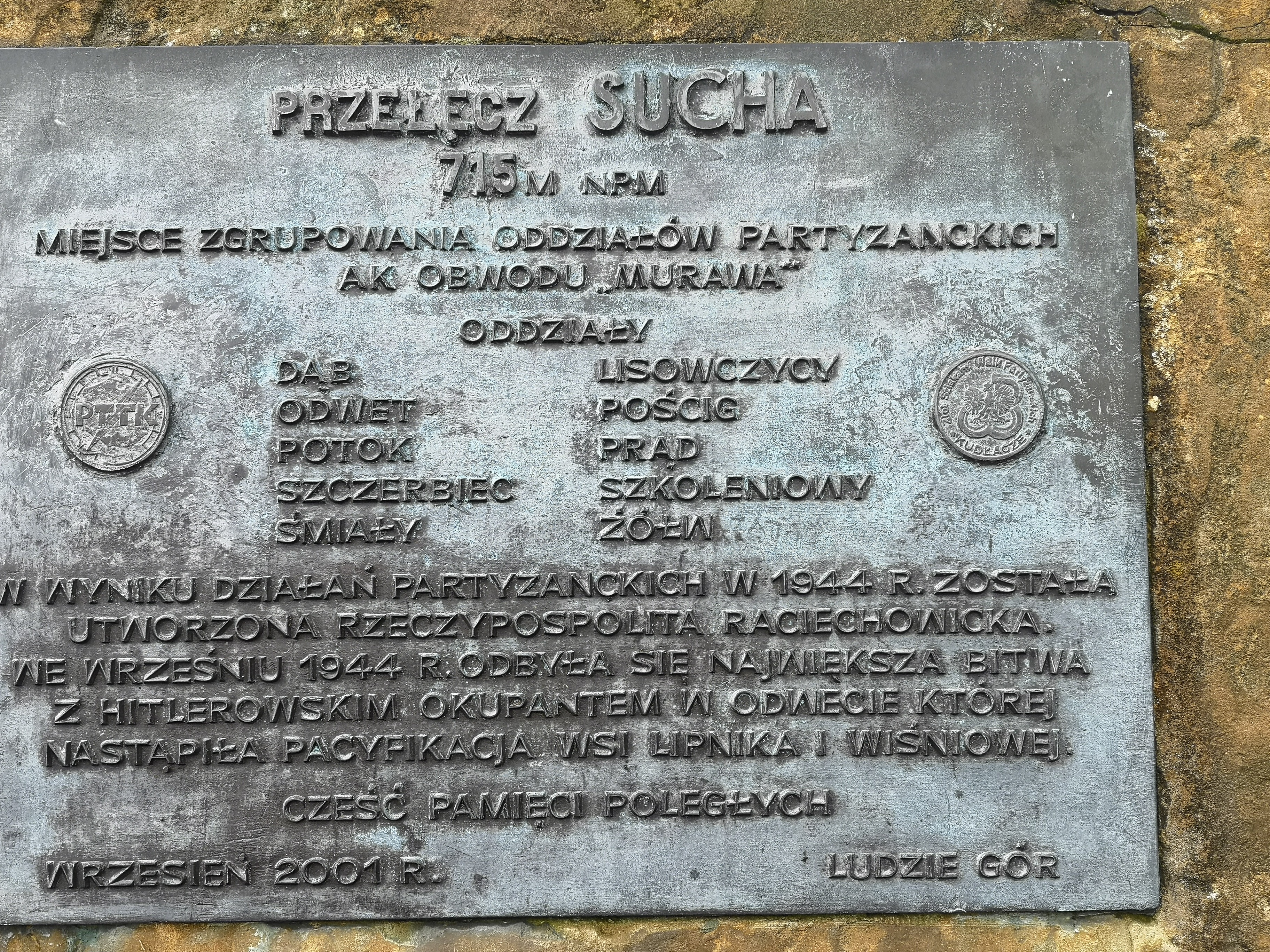
Tablica „partyzancka”
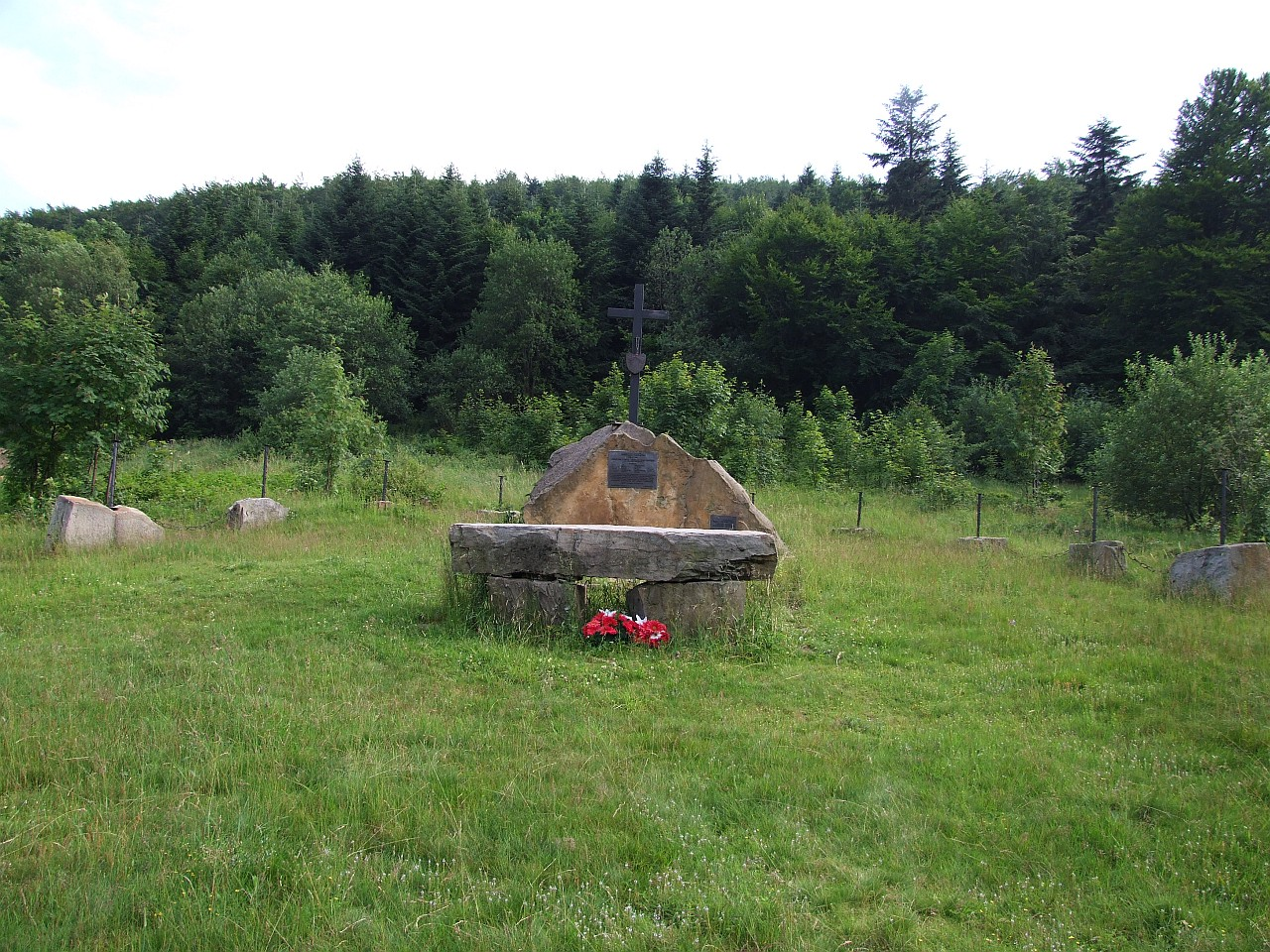
Głaz pomnikowy i krzyż
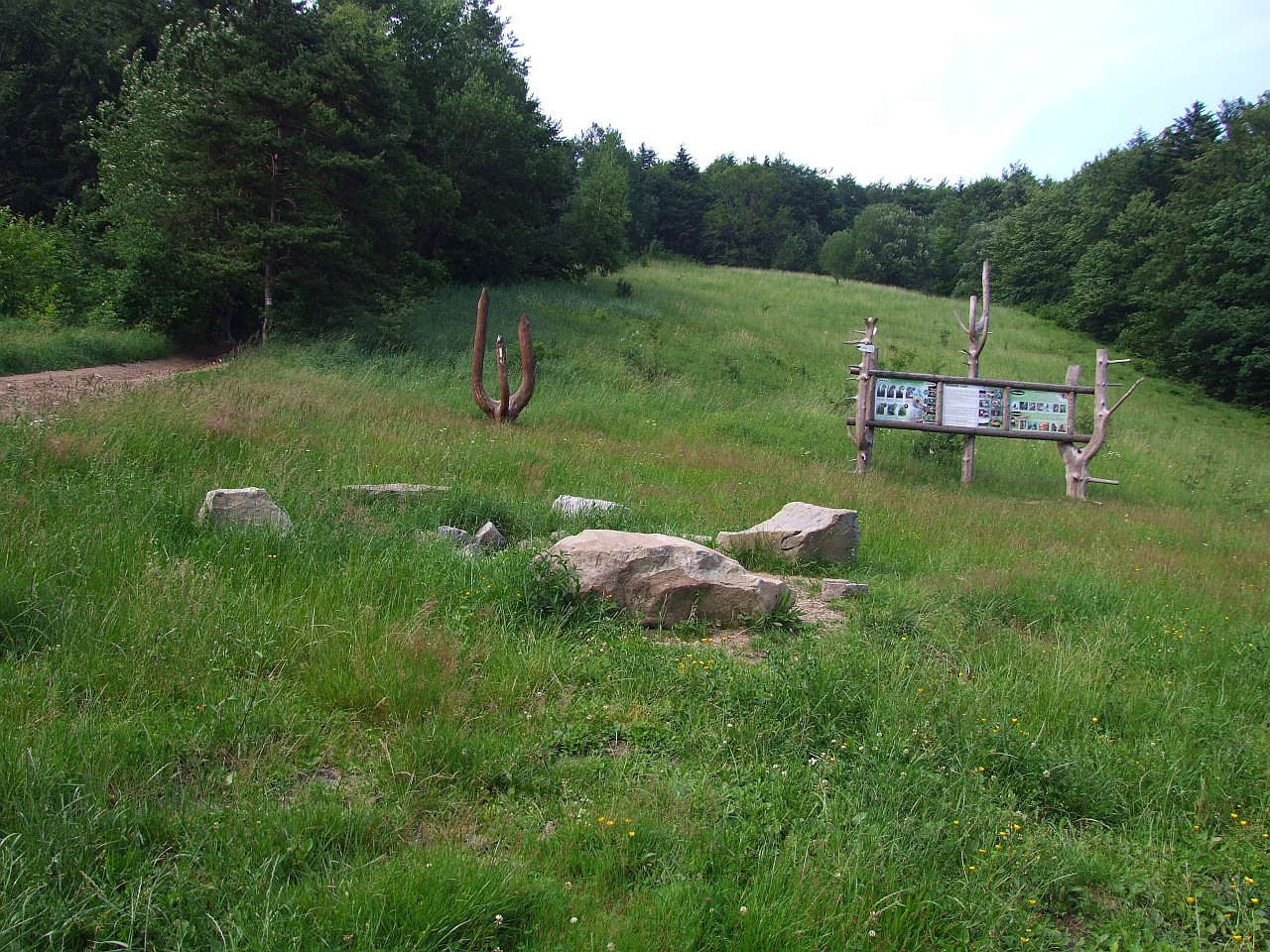
Kącik edukacyjny